# Корењак (Заврч)
Корењак (словен. Korenjak) је насељено место у општини Заврч, Подравска регија, Словенија.

## Историја
До територијалне реорганизације у Словенији био је у саставу старе општине Птуј.

## Становништво
У попису становништва из 2011. године, Корењак је имао 116 становника.
| Број становника према пописима | Број становника према пописима | Број становника према пописима |
| ------------------------------ | ------------------------------ | ------------------------------ |
| 1991                           | 2002                           | 2011                           |
| 134                            | 109                            | 116                            |